# Bohnensalat

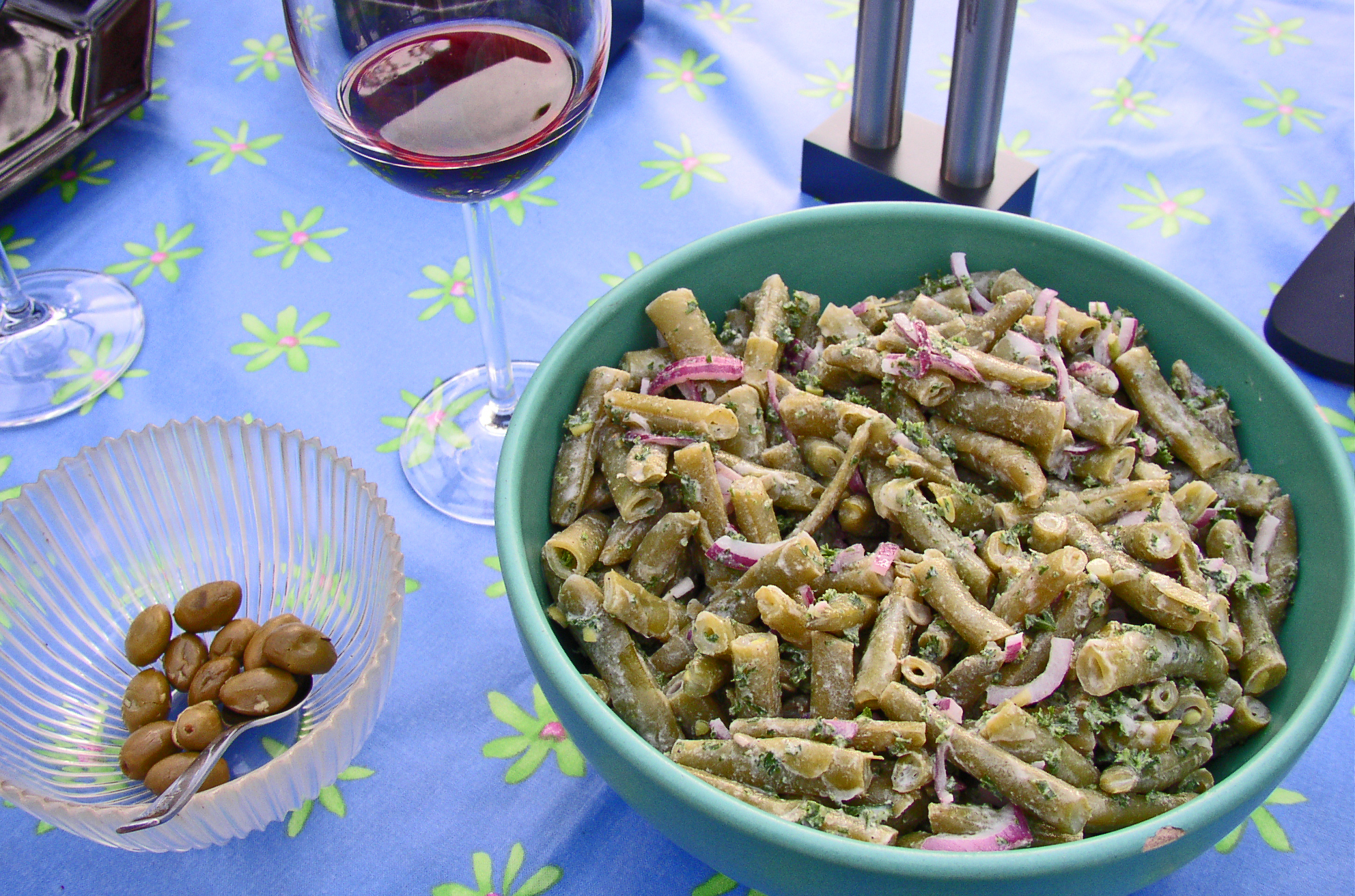
Bohnensalat von grünen Bohnen

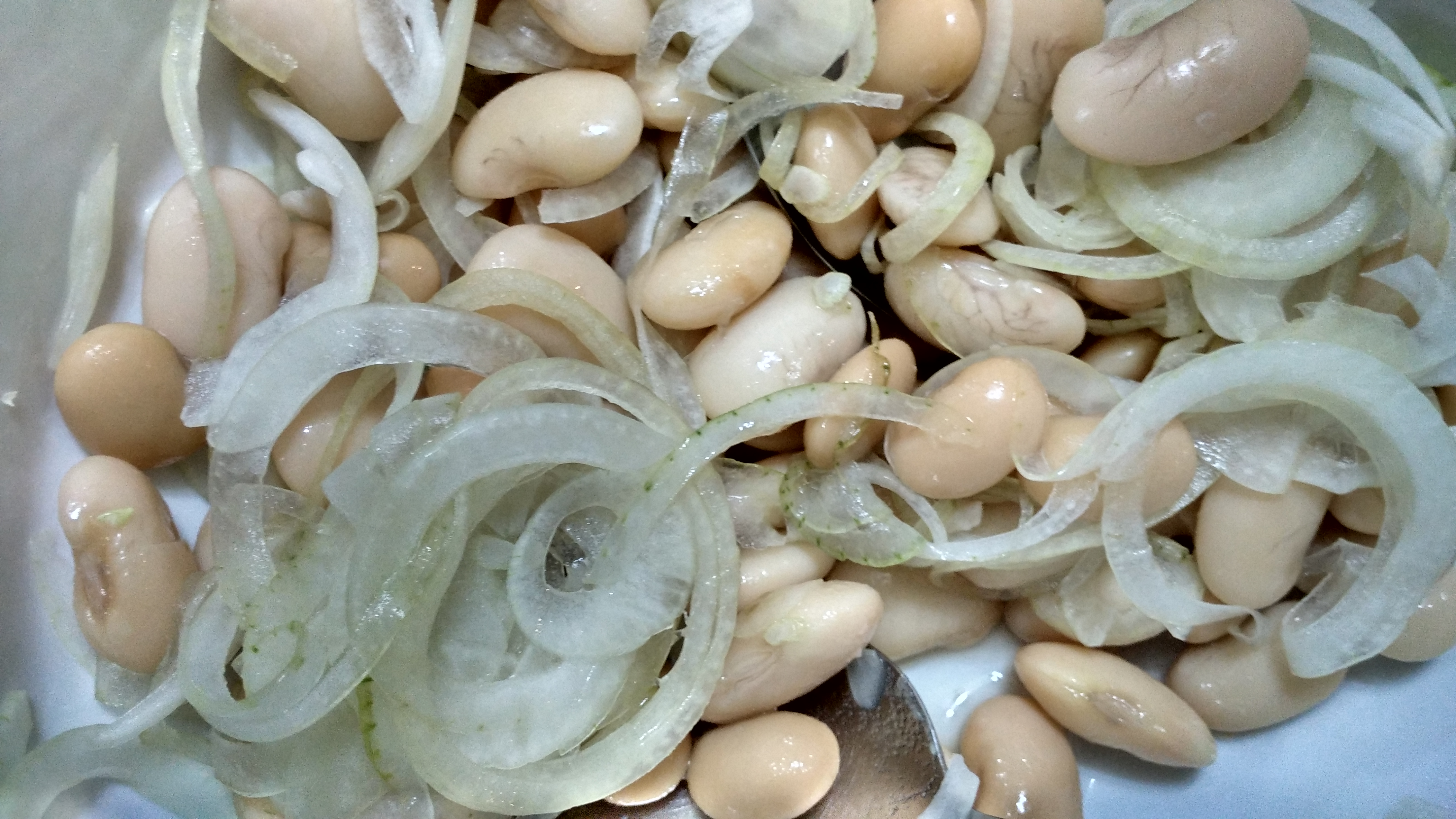
Italienischer Salat aus weißen Bohnen mit Zwiebeln

Bohnensalat (in Österreich auch Fisolensalat) ist ein Gemüsesalat aus Gartenbohnen. Es gibt zwei Arten des Bohnensalats: aus den grünen Bohnen-Schoten oder aus den gereiften Bohnensamen der Gartenbohne. Sie werden als Gemüsebeilage serviert.

## Zubereitungen
Getrocknete Bohnen werden einige Stunden in kaltem Wasser eingeweicht, bevor sie weichgekocht werden, ggf. mit Thymian und Lorbeerblatt. Noch warm, werden die Bohnen mit Essig, Öl, geschnittenen Zwiebeln, Pfeffer und Salz vermischt, und vor dem Servieren noch ziehen gelassen.
Für einen Salat aus grünen Bohnen (grüne Fisolen) werden die Schoten geputzt und von den Fäden befreit. Junge Schoten lässt man ganz, Brechbohnen werden schräg in Stücke geschnitten. Dann werden die Bohnen in Salzwasser gekocht, mit kaltem (Eis-)Wasser abgeschreckt und mit  Essig, Öl, Zucker, Pfeffer und Salz mariniert sowie mit geschnittenen Zwiebeln überstreut.